# Parc-nature de la Pointe-aux-Prairies
Le parc-nature de la Pointe-aux-Prairies est un grand parc de Montréal situé dans l'arrondissement Rivière-des-Prairies–Pointe-aux-Trembles.
En novembre 2023, la ville annonce qu'elle envisage d'agrandir le parc pour devenir le nouveau Grand Parc de l'Est,.

## Toponymie
C'est à la suite d'un concours organisé dans les écoles primaires des quartiers Rivière-des-Prairies et Pointe-aux-Trembles, que la Communauté urbaine de Montréal entérine le nom de Pointe-aux-Prairies pour ce parc. Ce nom est suggéré par un jeune élève qui souhaite associer l'appellation des deux quartiers où est situé ce parc. 
Il est ainsi nommé en décembre 1987.

## Géographie

### Localisation
Le parc-nature de la Pointe-aux-Prairies est situé sur la pointe est de l'île de Montréal, près de la rivière des Prairies. Le parc protège et met en valeur des boisés, des champs en friche, des îles et des rivages. Les milieux humides sont abondants dans le parc. 
D'une superficie de 261 hectares, il est le second parc-nature montréalais en termes de superficie.
Le parc est traversé par l'autoroute 40, la rue Sherbrooke Est (route 138), la rue Notre-Dame Est, le boulevard Gouin et le chemin de fer du Canadien National. Il jouxte le golf de l'île de Montréal et le cimetière Hawthorne-Dale.

### Secteurs

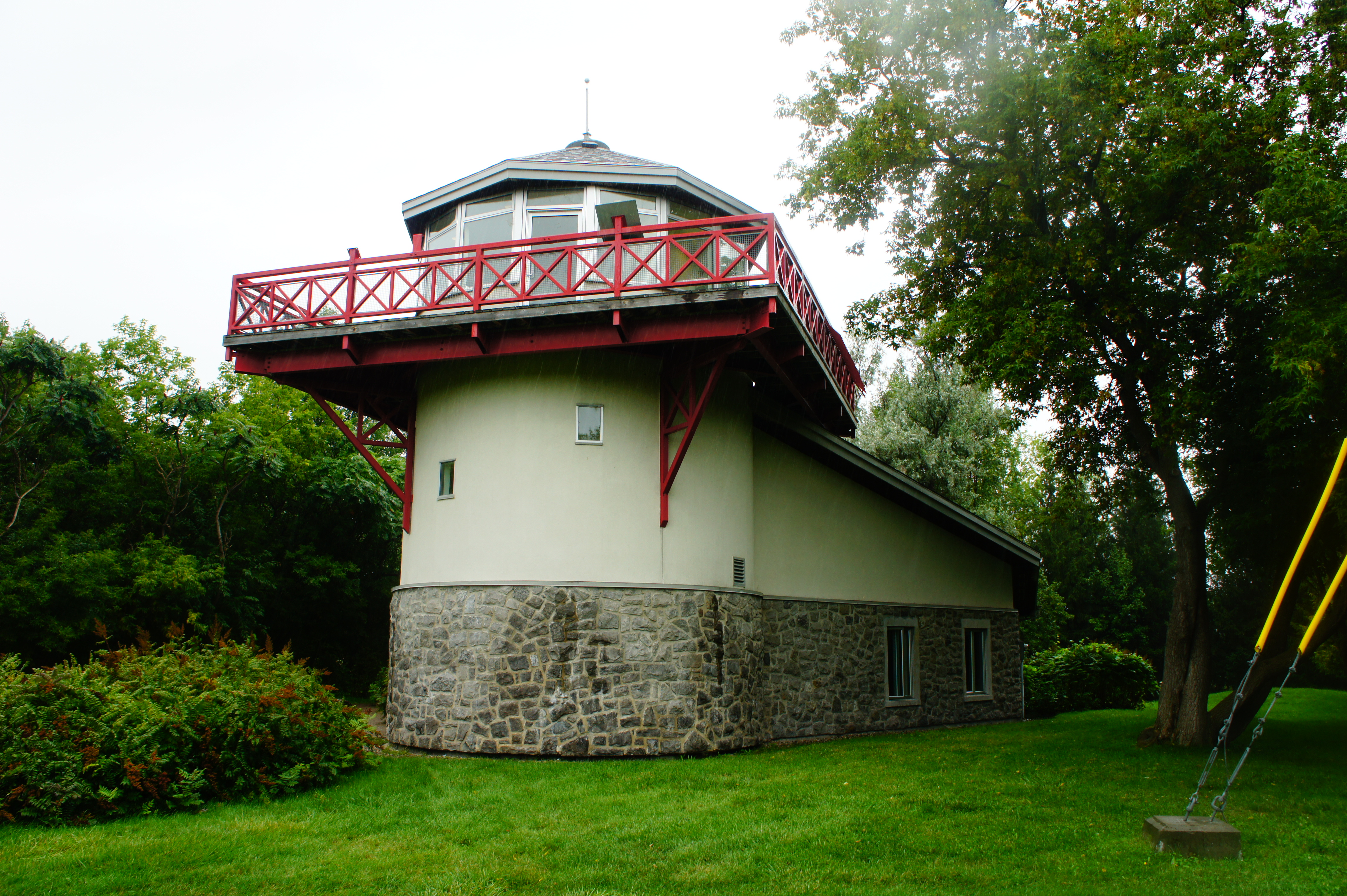
Pavillon d'interprétation des marais dans le secteur Rivière-des-Prairies.

#### Rivière-des-Prairies
Le secteur de Rivière-des-Prairies est situé dans la portion nord du parc. Il est ceinturé par la station d'épuration Jean-R.-Marcotte, le terrain de golf, le collège Saint-Jean-Vianney et le monastère des Recluses missionnaires. 
Il est composé de boisés, de prairies, de friches et de milieux humides. Le plus important sont les vestiges d'anciens chenaux anastomosés. Il y a 8000 ans, toute la partie est de l'île de Montréal était un archipel.
Un pavillon d'accueil dessert les usagers du parc et un pavillon d'interprétation permet d'observer les milieux humides.

#### Bois-de-l'Héritage
Le secteur du Bois-de-l'Héritage est situé dans la portion sud du parc. L'accès se fait par le cimetière Hawthorne-Dale. Un pavillon d'accueil et de services dessert les usagers.
Ce secteur abrite une importante population de cerfs de Virginie,.

#### Bois-de-la-Réparation
Le secteur du Bois-de-la-Réparation est situé dans la portion sud du parc. Il entoure le sanctuaire de la Réparation.
Son boisé d'arbres matures abrite aussi une partie du troupeau de cerfs de Virginie,.

#### Fleuve
Le secteur du Fleuve est situé à l'extrémité sud-est du parc, entre le cimetière Hawthorne-Dale et le fleuve Saint-Laurent. La portion au nord de la rue Notre-Dame est plutôt boisée, tandis que la portion au sud est en friche.
Ce secteur comprend une représentation du volume de la maison Allen, une résidence démolie.

## Histoire

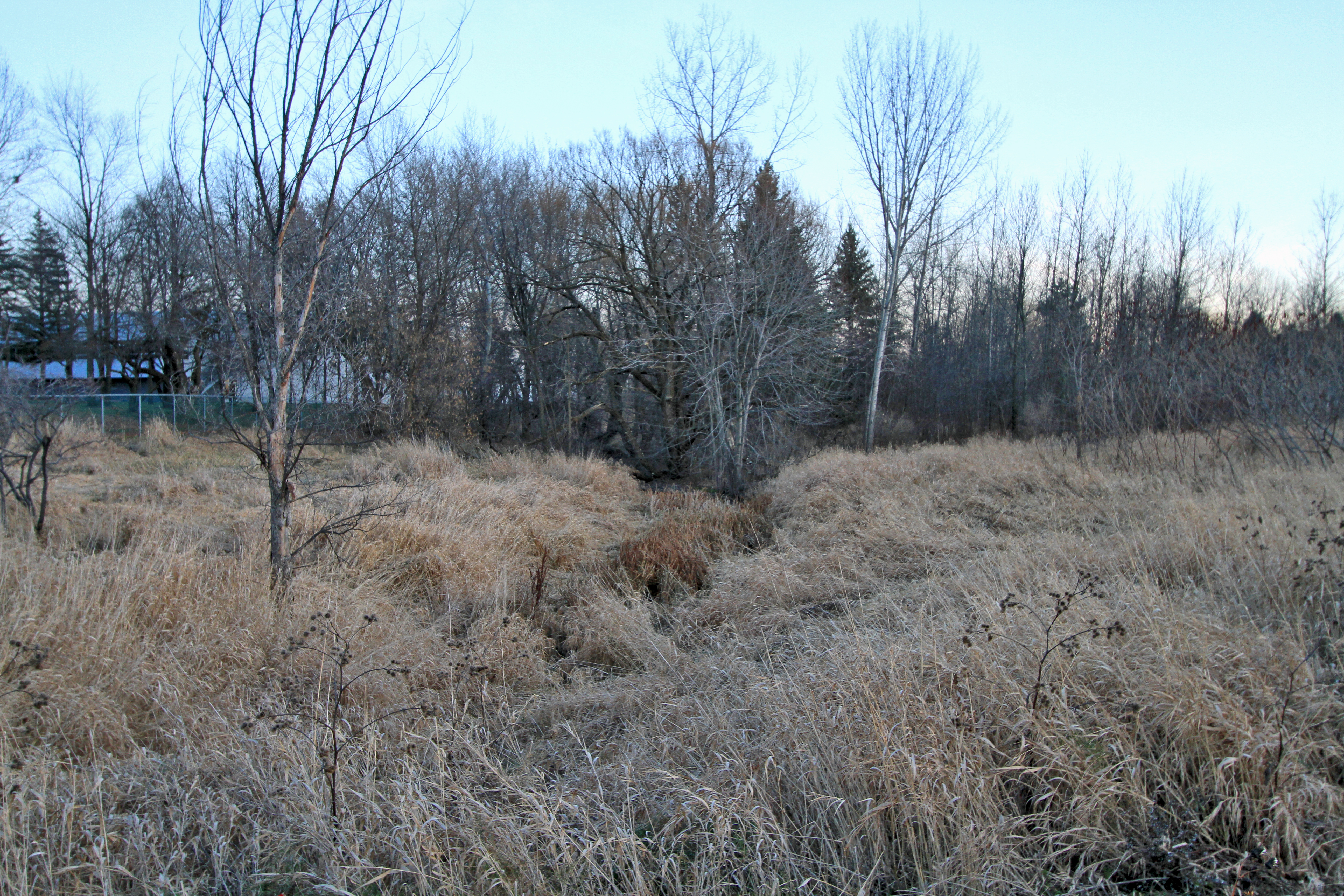
Le ruisseau des Roches

La communauté urbaine de Montréal acquiert dès 1979 des terrains pour la création du parc régional de la Rivière-des-Prairies. Le ministère des Affaires municipales subventionne alors l'acquisition de terrains pour la création de parcs régionaux.
Les projets de parcs régionaux de la Pointe-aux-Trembles, de la Rivière-des-Prairies et du Bois-de-la-Réparation sont regroupés à la fin des années 1980 afin de créer un seul parc.
À l'époque, entre 1750 et 1980, Il y avait beaucoup de terres agricoles séparées par des canaux d'irrigation, des chenaux anastomosés et par de très nombreux ruisseaux, comme le Ruisseau Molson (de la Grande-Prairies), Ruisseau Pinel, Coulée-Grou, Ruisseau des Roches, Chenaux du Bout-de-l'Île, etc.

## Tourisme

### Activités
Sillonné par un réseau de sentiers, le parc permet de pratiquer la randonnée, le cyclisme et l'observation de la faune et de la flore.

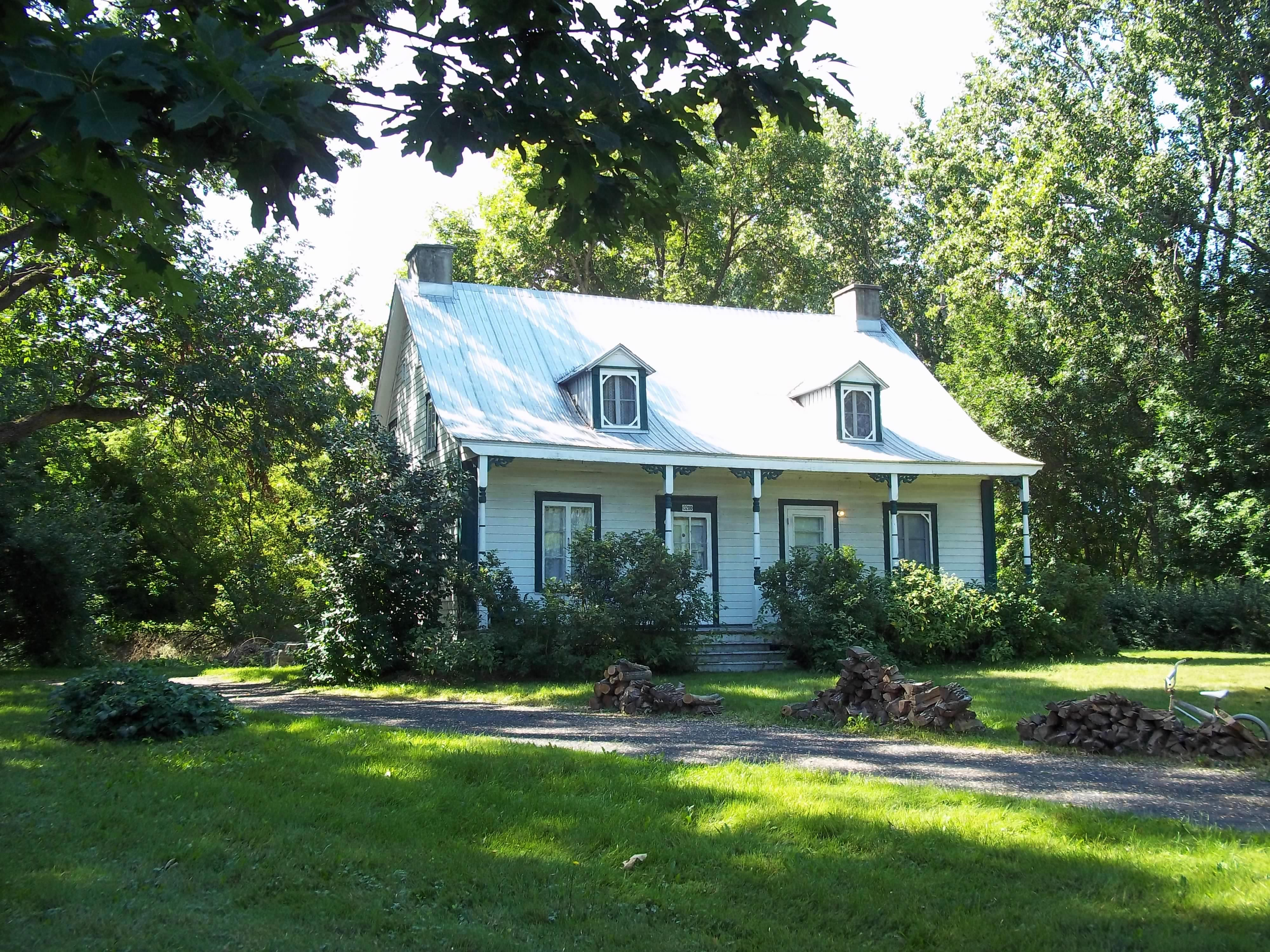
Maison Bleau.

### Maison Bleau
Intégrée au parc, la maison Bleau, sise au 13200, boulevard Gouin Est, est un des rares exemples d'un type de maison rurale dite « maison québécoise ». De plan rectangulaire, à un étage et demi, elle est coiffée d'un toit aigu à deux versants retroussés, dont l'avant coiffe une galerie de pleine largeur. Érigée entre 1851 et 1861, face à la rivière des Prairies, sur une terre agricole exploitée, son environnement rural a été préservé de l'urbanisation. Elle est protégée en tant que bien culturel du Québec par la loi.